# Juridisk abort
Juridisk abort er ideen om, at en mand kan adskille sig fra sit potentielle barn (uden at skulle give økonomisk tilskud til moderen) indenfor tidsperioden, hvor det er muligt for kvinden at få en fysisk abort (ca. 12 uger). På den måde kan mænd også få rettigheden til ”fri abort”. Juridisk abort er ikke vedtaget i nogen af verdens nationer.
Begrebet 'juridisk abort' blev introduceret af samfundsøkonomen Henrik Platz i år 2000. I en Gallup-undersøgelse fra 2014 siger 7 ud af 10 danskere ja til indførelse af regler om juridisk abort.